# Gabung
Gabung, es una isla situada en Filipinas, adyacente a la de Paragua, en el grupo de Balábac.
Administrativamente forma parte del barrio de Bancalaán   del municipio filipino de Balábac  de tercera categoría perteneciente a la provincia  de Paragua en  Mimaro,  Región IV-B de Filipinas.

## Geografía
Esta isla se encuentra situada al nordeste de  Isla de Ramos, frente a los  cabos Disaster y Encampment, entre las islas de Manlangule, a poniente y   Bugsuk a levante, dividida entre los barrios de Nueva Cagayancillo (Bugsuk) y de Sebaring; al sur de la isla de Pandanán.
La isla tiene una extensión superficial de aproximadamente 2,10 km², 2.430 metros de largo, en dirección este-oeste, y unos 1.060 metros de ancho.
Prácticamente equidistante entre las isla Manlangule, de la que dista 3.920 metros y de Bugsuk,  3.560 metros. Entre  Gabung y Manlangule se encuentra la isla de Bian, 1.450 metros al suroeste. Entre  Gabung y  Bugsuk se encuentra los islotes de Apo y de Cardany pertenecientes al barrio de Sebaring.
El barrio de Bancalaán (Bangcalan) comprende también las isla del mismo nombre y la de Manlangule así como los islotes  de Malinsono y de Byan.

## Historia
Balábac formaba parte de la provincia española de  Calamianes, una de las 35 del archipiélago Filipino, en la parte llamada de Visayas. Pertenecía a la audiencia territorial  y Capitanía General de Filipinas, y en lo espiritual a la diócesis de Cebú.
De la provincia de Calamianes se segrega la Comandancia Militar del Príncipe, con su capital en Príncipe Alfonso, en honor del que luego sería el rey Alfonso XII, nacido en 1857.